# Cattedrale di San Teodoro (Pinsk)
La cattedrale di San Teodoro (in bielorusso: Свята-Фёдараўскі сабор) è una chiesa ortodossa di Pinsk, in Bielorussia, ex cattedrale dell'eparchia di Pinsk.

## Storia e descrizione
La cattedrale di san Teodoro, dedicata a Teodoro di Amasea è stata costruita in stile russo-bizantino dall'architetto L. Makarevich. I lavori hanno avuto inizio nel 1991 e si sono protratti per dieci anni. La chiesa è stata consacrata dal Patriarca di Mosca e di tutte le Russie Alessio II. La cattedrale ha un'altezza di 33 metri, il campanile raggiunge i 55 metri e contiene 12 campane.